# George Pușcaș
George Alexandru Pușcaș (Marghita, 8 de abril de 1996) é um futebolista romeno que atua como centroavante. Atualmente joga no Bodrum FK, da Turquia.

## Carreira

### Início
Começou a carreira no Liberty Oradea, e foi emprestado ao Bihor antes de assinar com a Internazionale em 2013, para jogar na equipe Primavera. Seu desempenho agradou o técnico Roberto Mancini, que o promoveu ao elenco principal. 

### Bari
Com apenas 4 jogos pelo Campeonato Italiano, Pușcaș foi emprestado ao Bari para ganhar experiência. Pelo clube da Apúlia, foram 17 jogos e 5 gols.

### Benevento
Já no Benevento, onde chegou novamente por empréstimo, em 2016, foi um dos destaques da equipe Giallorossa, ajudando-a a conquistar o inédito acesso para a primeira divisão italiana com 8 gols em 21 partidas.

### Reading
No dia 7 de agosto de 2019, foi confirmado como novo reforço do Reading. O atacante assinou por cinco temporadas.

## Títulos

### Prêmios individuais
- Equipe do torneio do Campeonato Europeu Sub-21 de 2019[3]